# المصرية لنقل البيانات
الشركة المصرية لنقل البيانات المعروفة اختصاراً بـ تي إي داتا (بالإنجليزية: TEData)‏، هي شركة مساهمة مصرية تكونت في عام 2001 بواسطة الشركة المصرية للإتصالات وتعتبر من أكبر مقدمى خدمة الانترنت في مصر، وتمتلك الشركة المصرية للإتصالات 100% من إجمالي عدد أسهم الشركة.
وتقدم الشركة خدمات أخرى مثل تصميم واستضافة المواقع والإنترنت اللاسلكية. تقدم الشركة خدمة الإنترنت في مصر والأردن، وقد تأسس فرع لشركة تي إى داتا في الأردن في شهر إبريل من عام 2004.
وتبلغ الحصة السوقية للشركة 58 % من سوق الإنترنت المصري. وتبلغ السعة الدولية للشركة حالياً أكثر من 70% عن إجمالي السعة الدولية للإنترنت في مصر، الأمر الذي جعلها أكبر شركة إنترنت في مصر.

### أفايا
أعلنت تي إي داتا في سبتمبر 2005 عن تبنيها لنظام الأي بي تليفون المقدم من شركة أفايا (بالإنجليزية: Avaya)‏ المتخصصة في تقديم تطبيقات وأنظمة وخدمات اتصالات الأعمال, لتحسين إمكانيات خدمة العملاء وتقديم خدماتها الجديدة في مجال التعهيد لدى الغير، حيث وفر هذا النظام معلومات فورية وشاملة عن المكالمات بدلاً من صفوف الإنتظار للمكالمات الواردة، ونشاط خدمة العملاء، وساعد على التقليل من المكالمات المقطوعة وأوقات الإنتظار على الهاتف بشكل كبير 

### تيليكوم إيطاليا
في 2 فبراير 2005 وقعت الشركة المصرية لنقل البيانات مع الشركة المصرية للاتصالات اتفاقية مع شركة تيليكوم إيطاليا. يتم بموجبها توفير خدمة نقل البيانات داخل الشبكات الخاصة التخيلية الدولية IP-VPN في السوق المصري 

## الخدمات التي تقدمها الشركة

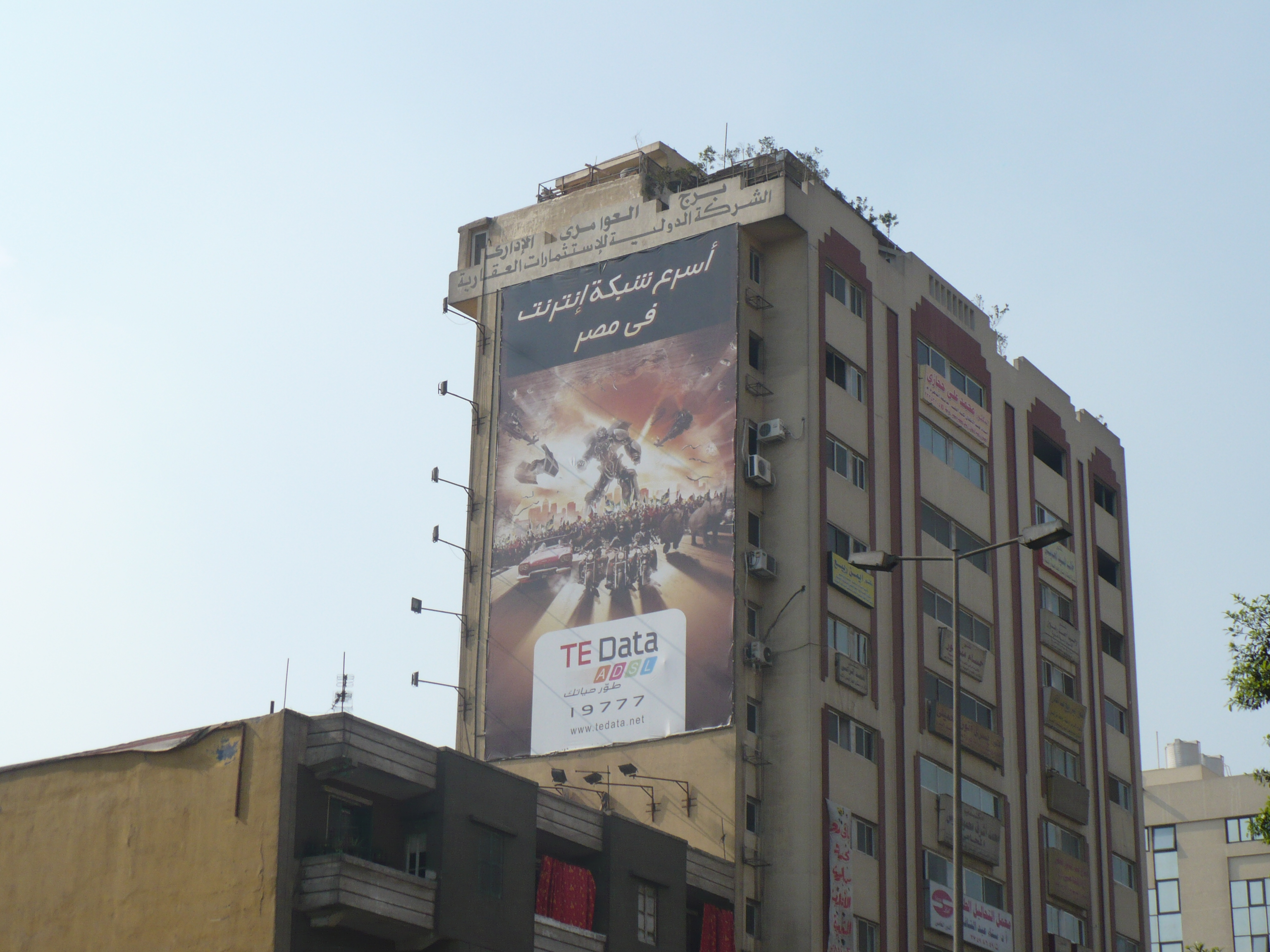
أحد إعلانات تي إي داتا في شوارع القاهرة

- خدمة الإنترنت المجاني 07777777 (dial up)
- خدمة ADSL
- خدمة الإنترنت الأسرة وهى خدمة اختيارية تسمح بفلترة المحتوى الإباحى للإنترنت حسب رغبة المستخدم، حيث يتم المنع من خلال فلاتر متقدمة يتم تحديثها باستمرار
- الشبكة الرقمية متكاملة الخدمات(ISDN)
- الشبكة الافتراضية الخاصة (VPN)
- خدمة استضافة المواقع (Web hosting service)
- إنشاء أسماء المجال (Domain name)
- إنشاء بريد إلكتروني
- خدمة WiMAX في مدينة الأقصر.